# Christoph Otto von Schönaich
Freiherr Christoph Otto von Schönaich (* 11. Juni 1725 in Amtitz bei Guben; † 15. November 1807 ebenda) war ein deutscher Schriftsteller.

## Leben
Er entstammte dem Niederlausitzer Adelsgeschlecht von Schönaich.
1751 schickte er sein Epos in zwölf Gesängen „Hermann oder Das befreite Deutschland“ an Johann Christoph Gottsched, woraufhin es gedruckt wurde und in der Folge mehrere Auflagen erlebte. 1754 veröffentlichte er die polemische Schrift „Neologisches Wörterbuch oder die Aesthetik in einer Nuß“. Schönaich war unverheiratet. Er ist auch der Verfasser des  in trochäischen Tetrametern geschriebenen Heldenepos: „Heinrich der Vogler oder die gedämpften Hunnen“ 1757.   Nachdem er 1777 erblindet war, verbrachte er seinen Lebensabend auf dem väterlichen Landsitz.

## Bedeutung
Gottsched hatte Schönaich 1752 mit einem Lorbeerkranz geehrt, ein Vorgang, der unter seinen Gegnern noch längere Zeit für Spott sorgte. Den Niedergang der Gottsched-Schule hat auch Schönaich literaturhistorisch nicht überlebt. Allerdings werden seine Dramen seit einiger Zeit von der Germanistik wiederentdeckt und Schönaich „zweifellos zu den wichtigsten Dramatikern der [17]50er Jahre“ gezählt.